# Jackie Levy
Jackie Levy hebrejsky (* 28. října 1960 Bejt Še'an), je izraelský politik; poslanec Knesetu za stranu Likud.

## Biografie
Je ženatý, má sedm dětí. Jeho otcem je izraelský politik a bývalý ministr David Levy. V politice působí rovněž jeho sestra Orly Levy. Do roku 2013 působil jako starosta města Bejt Še'an. Zastával funkci předsedy Federace místních samospráv v Izraeli. Krátce před volbami v roce 2015 byl obviněn spolu s dalšími komunálními politiky z Bejt Še'anu pro ekologické přestupky. V roce 2002 byl zraněn při teroristickém útoku na centrálu Likudu v Bejt Še'anu, při kterém zemřelo šest lidí a zraněni byli i další dva Levyho bratři.
Ve volbách v roce 2015 byl zvolen do Knesetu za stranu Likud.